# Alekséi Antónov
Alekséi Innokéntievich Antónov (ruso: Алексей Иннокентьевич Антонов; Grodno, gobernación de Grodno, hoy Bielorrusia - 15 de junio de 1896 - Moscú, 16 de junio de 1962) fue un General del Ejército Rojo, condecorado como caballero de la Orden de la Victoria por sus esfuerzos durante la Segunda Guerra Mundial.

## Carrera
Hijo de un oficial de artillería zarista, Alekséi Antónov se graduó en la Academia Militar Frunze en 1921 y se unió al Ejército Rojo. Se convirtió en instructor de dicha academia en 1938.
De ascendencia tártara, fue hijo y nieto de oficiales artilleros, tuvo una educación esmerada hablando no solo el ruso, sino el polaco, alemán y básicamente el inglés y el francés, y mostrando inclinaciones militares hasta que queda huérfano de padre (1908) y de madre (1915), viéndose obligado a sostener a su familia. A pesar de ello, inicia sus estudios de física y matemáticas en la Universidad Politécnica Estatal de San Petersburgo.
Con el inicio de la Primera Guerra Mundial se ve obligado a dejar sus estudios, y es enviado a la academia militar graduándose en 1916 en la Escuela Militar Pávlovskoie con el rango de Segundo Teniente, siendo destinado en la primavera de 1917 al 8.º Ejército ruso en el frente sudoccidental, bajo el mando del general Alekséi Brusílov. Antónov participó en la ofensiva de Brusílov, que los éxitos iniciales terminaron en fracaso, siendo herido en la misma.

## Guerra Civil Rusa
Es licenciado en 1918, trabajando como empleado en el Instituto forestal en Petrogrado, hasta que en abril de 1919 es llamado a filas por el Ejército Rojo, participando en la Guerra Civil Rusa en el Frente sur en el puesto de ayudante de jefe de Estado Mayor de la 1.º División de Moscú, luego siendo nombrado jefe de Estado Mayor de la 45.º brigada de la 15.ª División, participando en la campaña de Crimea contra Wrangel. Su brigada, después de la guerra, tuvo su base en Mykolaiv (Ucrania).

## Preguerra
En 1923, el general de división I.I. Radumets calificaba a Antónov de la siguiente forma:

Tiene autoridad, competencia y energía... sabe como usar en el trabajo de Estado Mayor y resolver los problemas sin errores.

En 1925 el Comandante en Jefe del Distrito Militar Ucraniano, Iona Yakir, escribe de Antónov:

Posee una naturaleza afable, una amplia iniciativa, es inteligente y muy hábil para analizar la situación. Es disciplinado, saludable y estricto en su vida diaria. Tiene una gran experiencia práctica en el trabajo de Estado Mayor. Es un valioso trabajador en equipo. Sus cualidades valiosas: su competencia y persistencia.

### Década de 1930
Permanece en la 45.º brigada, donde sus mandos y subordinados tienen un inmejorable concepto, siendo enviado en 1928 a la Academia Militar Frunze, graduándose en 1931 tanto en los cursos de mando como en el de intérprete militar de francés. En 1932 vuelve a la misma academia donde a los pocos meses se graduó en Estado Mayor con los máximos honores, siendo nombrado jefe de Estado Mayor de la 46.º división de infantería, con base en Korosten.
Entre octubre de 1932 y mayo de 1933 asistió al curso de Facultad Operativa Militar de la academia Frunze obteniendo la certificación para trabajar en los más altos puestos de Estado Mayor. En 1934-1935 fue el jefe de Estado Mayor de la división de Mogilev-Yamol en el Distrito Militar de Ucrania, que al ser reestructurado y dividido en dos, Antónov fue el jefe de Estado Mayor de uno de los distritos resultantes, el Distrito Militar de Járkov, entre 1935 y 1936.

### Maniobras militares del distrito de Kiev de 1935
Antónov participó en el planeamiento y jugó un papel clave en la ejecución en 1935 de unas grandes maniobras militares del Ejército Rojo, que se desarrollaron en el Distrito Militar de Kiev, con la participación de 65 000 hombres, 1000 tanques y 600 aviones, en un frente de 250 kilómetros. Las maniobras fueron consideradas un éxito por Kliment Voroshílov y Iona Yakir

### Academia de Estado Mayor
Entre 1936 y 1937 asistió a la Academia General de Estado Mayor junto con Leonid Góvorov y Sájarov. La amistad de Antónov con Aleksandr Vasilevski, que también asistió al mismo curso y que más adelante sería el Jefe del Estado Mayor General del Ejército Rojo, sería crucial para su carrera posterior. Aunque el curso originalmente estuvo programado para durar 18 meses, para los mejores estudiantes fue reducido para poder cubrir los puestos dejados vacantes por las purgas de Stalin. Finalizado el curso, fue destinado como jefe de Estado Mayor del distrito Militar de Moscú.
Entre 1938 y 1941 fue instructor especial, así como subjefe del departamento general de tácticas militares de la academia militar Frunze, impartiendo táctica y planificación, así como tareas de entrenamiento para oficiales.
Antes del estallido de lal guerra, el 16 de marzo y 24 de junio de 1941 fue el subjefe de Estado Mayor del Distrito Militar Especial de Kiev.

## Segunda Guerra Mundial
Con el estallido de la guerra, el 24 de junio de 1941 se convierte en el jefe de Estado Mayor del Distrito Militar de Kiev, y lidera el equipo para el planteamiento de mando del Frente Sur, colaborando estrechamente con el mayor general Iván Bagramián, que posteriormente ascendería a Mariscal de la Unión Soviética. Antónov fue el jefe de Estado Mayor del Frente Sur entre el 27 de agosto de 1941 hasta el 28 de julio de 1942. Planeó el contraataque de las tropas soviéticas en la ofensiva de Rostov (Operación Saturno). Desbarataron el plan estratégico alemán de asegurar el ala izquierda del frente, sí como creando las condiciones para el contraataque de las tropas soviéticas en la zona de Moscú. Entre julio y diciembre de 1942 ocupó el cargo de jefe de Estado Mayor en el Frente Norte del Cáucaso, del Estado Mayor del Grupo de Fuerzas del Mar Negro y del Estado Mayor de las fuerzas del Frente Transcaucásico, sucesivamente.
Entre diciembre de 1942 y mayo de 1943, fue nombrado jefe de operaciones de la administración del Estado Mayor General, y subjefe de Aleksandr Vasilevski, que era el Jefe de Estado Mayor del Ejército Rojo. Su trabajo era de enlace entre los demás oficiales e informar a Stalin de la situación militar. Desde el 20 de mayo de 1943 hasta el 4 de febrero de 1945, fue el primer subjefe del Estado Mayor General del Ejército Rojo, siendo jefe del mismo Serguéi Shtemenko. Antónov tomó parte directamente en el planeamiento de las operaciones estratégicas hasta el final de la Segunda Guerra Mundial.

### Campañas y Operaciones
Operación defensa de Rostov (enero-febrero de 1943), Operación Bagration (junio-agosto de 1944), Ofensiva del Báltico (septiembre-noviembre de 1944), Operación de Pskov-Ostróvskaya, Operación Narva (julio de 1944), Ofensiva Lvov-Sandomierz (julio-agosto de 1944), 2.ª Ofensiva de Jassy-Kishinev (agosto de 1944), Ofensiva del Dniéper-Cárpatos (24 de diciembre de 1943-17 de abril de 1944), Ofensiva de Belgrado (septiembre-noviembre de 1944), Operación Debrecen (octubre de 1944), Ofensiva de los Cárpatos Orientales (septiembre-octubre de 1944), Operación Vístula-Óder (enero-febrero de 1945), Ofensiva de Prusia Oriental (enero-mayo de 1945), Ofensiva de Pomerania Oriental (febrero-abril de 1945), Ofensiva de Viena (marzo-abril de 1945), Batalla de Berlín (abril de 1945) y Batalla de Praga (mayo de 1945).

#### Campañas destacadas
Tuvo un papel fundamental en el planeamiento del contraataque soviético después de la Operación Ciudadela (Batalla de Kursk), por lo que fue ascendido a General de Ejército en 1943. En 1944 planificó la Operación Bagration, que consigue el colapso del Grupo de Ejércitos del Centro.
Cabe destacar el planeamiento de las campañas de Prusia Oriental, Vístula-Óder, Pomerania oriental, Viena, Berlín y Praga, campañas donde tuvo Antónov un papel destacado, como ejemplos de soluciones creativas a complejos problemas estratégicos, así como la sucesión de rápidos golpes al enemigo.

#### Conferencia de Yalta y Potsdam

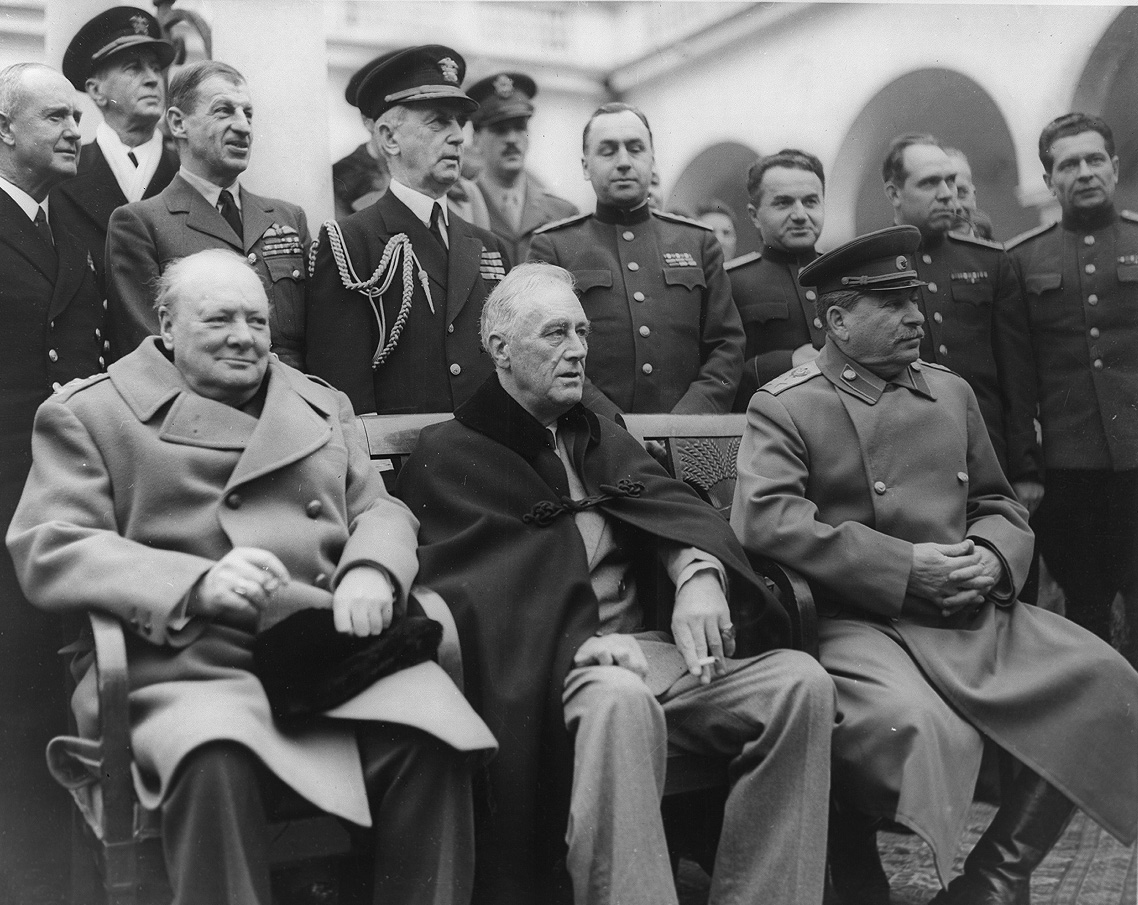
Alekséi Antónov en Yalta (de pie, cuarto por la derecha)

En 1944 Antónov fue el portavoz jefe y estuvo presente tanto en la Conferencia de Yalta en febrero de 1945, tratando principalmente el tema de la colaboración aliada para el bombardeo de las líneas de aprovisionamiento alemanas al frente oriental.
Participó en la Conferencia de Potsdam en julio-agosto de 1945 como parte de la delegación soviética.

#### Últimas campañas
Vasilevski fue transferido al Tercer Frente Bielorruso a la muerte de Iván Cherniajovski el 18 de febrero, Antónov asumió el puesto de jefe de Estado Mayor General, manteniéndose en el cargo después de la rendición de Alemania, mientras Vasilevski era destinado a la dirección de mando de la Operación Tormenta de Agosto en el Lejano Oriente, aunque se le atribuye a Antónov el apoyo de su Estado Mayor para la derrota del ejército japonés del Guandong, asegurando la victoria en una operación estratégica en un muy corto periodo de tiempo.

## Carrera militar en la postguerra
La primera dificultad de planeamiento que se le presentó a Antónov, fue organizar la desmovilización de más de 5 millones de hombres para su reintegración a la economía soviética.
En septiembre de 1946 fue disuelto el Comité Estatal para la Defensa y el Cuartel General (Stavka), siendo reemplazado por el Alto Consejo Militar, y siendo nombrado Antónov como subjefe. Al retorno de Vasilevski a su posición de jefe de Estado Mayor, Antónov le fue confiada la dirección del departamento de organización y movilización.
Cuando la primera parte de la desmovilización fue culminada en 1948, Antónov fue nombrado subcomandante en jefe y Comandante en jefe del Distrito Militar del Transcáucaso.
Fue relegado como muchos otros generales soviéticos, no interviniendo en la lucha por el poder que siguieron a la muerte de Stalin. Con al ascenso de Nikita Jrushchov, vuelve a ser nombrado subjefe de Vasilevski en 1954, siendo el primer paso previo para ser nombrado Jefe de Estado Mayor del Pacto de Varsovia al año siguiente, 1955, cargo que mantuvo hasta su fallecimiento en 1962. En dicho cargo se enfrentó con numerosas dificultades, no solo militares sino políticas.

## Últimos años
Desde 1945 se le había detectado una dolencia cardiaca, sin embargo siguió en activo, aunque requería frecuentes tratamientos médicos. Su esposa, Mariya Dmítrievna murió en 1955, y se casó en segundas nupcias con la bailarina Olga Lepeshínskaya. Antónov murió siete años más tarde un infarto cardíaco en su despacho, el 18 de junio de 1962.
Se encuentra enterrado en la Plaza Roja de Moscú, en la Necrópolis de la Muralla del Kremlin.

## Condecoraciones
- 2 Orden de la Victoria
- 3 Orden de Lenin
- 4 Orden de la Bandera Roja
- 2 Orden de Suvórov de primer grado
- 1 Orden de Kutúzov de primer grado
- 1 Orden de la Guerra Patriótica de primer grado
- 14 condecoracioens extranjeras, incluyendo la “Medalla Militar al Valor” (Polonia), así como la “Virtuti Militari” y Cruz de Comandante de la Legión de Honor (Francia)
- Otras condecoraciones

## Carrera militar
- Coronel (02.12.1935).
- Kombrig (16.07.1937).
- Mayor general (04.06.1940).
- Teniente general (27.12. 1941).
- Coronel general (04.04.1943).
- General de Ejército (27.08.1943) – (por la batalla de Kursk).